# Thomas Lagerberg
Thomas Lagerberg, född 1958, är en svensk pianist, kördirigent och musikpedagog. Sedan 1985 är han dirigent för Lodolakören i Göteborg. 1985–1989 och 2000–2007 var han dessutom dirigent för sällskapet Göta Par Bricoles manskör. Thomas Lagerberg avlade 1983 musiklärarexamen vid Musikhögskolan i Göteborg, där han bland annat studerade piano för professor Dagny Norling. Han har vidare studerat komposition, kontrapunkt och orgel för Sven-Eric Johansson. Mellan åren 1987 och 2001 var han operasångaren Tito Beltráns ständige pianist.